# HD 17092 b
HD 17092 b is een exoplaneet 750 lichtjaar van ons vandaan in het sterrenbeeld Perseus. De planeet draait om de oranje reus HD 17092. De planeet heeft een minimale massa van 4,6 keer die van Jupiter. De gemiddelde afstand tot de Zon is 1,29 AU met een eccentriciteit van 0,166. 

## Ontdekking
In 2007 werd de ontdekking van de planeet rond de ster HD 17092 bekendgemaakt door Andrzej Niedzielski van de Poolse Nicolaas Copernicus-universiteit en astronomen van de Pennsylvania State University, Caltech, het Jet Propulsion Laboratory en de Universiteit van Texas. De planeet werd ontdekt met de Hobby-Eberly Telescope.